# 短壳肠蛤
，是贻贝目壳菜蛤科Botula属的一种。主要分布于中国大陆、台湾，常栖息在潮间带岩礁、潮间带。